# Paul Bodin
Paul John Bodin (Cardiff, 13 settembre 1964) è un allenatore di calcio ed ex calciatore gallese, di ruolo centrocampista.

## Biografia
È il padre di Billy Bodin, anch'egli calciatore.

## Palmarès

### Giocatore

#### Competizioni nazionali
- Second Division: 1

Swindon Town: 1995-1996

### Allenatore

#### Competizioni nazionali
- Southern Football League: 1

Bath City: 2006-2007